# 八柱中方虫
八柱中方虫（学名：Centrocubus octostylus）为星球虫科中方虫属的动物。分布于中太平洋热带区，包括南海等海域。